# ツノダ (工具メーカー)
株式会社ツノダ（つのだ、Tsunoda Corporation Limited ）は、新潟県燕市に本社をおく、作業工具を主力として製造販売する企業。旧社名は株式会社角田工具製作所。昭和39年創業。
TTCブランドのプライヤ・ペンチ・ニッパー・ケーブルカッター等を展開する。

## 概要
偏心テコの応用で切断力を30%アップとなる高機能ツール「パワーシリーズ」を開発している。これは、刃元（作用点）から支点までの距離を短くする事により可能となった。
売上比率は、利器工匠具卸40%、貿易商社40%、海外20%と海外主体となっている。使用しているブランドは、King TTC,TSUNODAである。
タイに自社工場があり、日本の手動工具メーカーの中でも早期に海外工場を設立している。2011年3月には、BOI投資奨励認可事業になっている。

## 沿革
- 1964年（昭和39年）5月 - 創業。プライヤーの生産を開始。
- 1972年（昭和47年）5月 - 株式会社角田工具製作所を設立。ペンチ生産開始。
- 1982年（昭和57年）4月 - 本社工場ペンチ類の日本工業規格表示認定工場となる。
- 1986年（昭和61年）12月 - ミニツールの生産を手がける関連会社として株式会社田中工具製作所を設立。
- 1988年（昭和63年）6月 - 燕工場が操業を開始。プライヤー類、レンチ類、ビット類を生産する。
- 1989年（平成元年）9月 - 燕工場がプライヤー類の日本工業規格表示認定工場となる。
- 1991年（平成5年）10月 - 精密作業工具の生産を手がける関連会社として安塚精工株式会社を設立。THAI TSUNODA CO.,LTD.を設立。
- 1999年（平成11年）10月 - THAI TSUNODA CO.,LTD.が日本工業規格表示認定工場となる。
- 2004年（平成16年）1月 - 株式会社ツノダに社名変更。
- 2006年（平成18年）3月 - THAI TSUNODA CO.,LTD.がISO認証取得。